# Vojvođanska pučka stranka
Vojvođanska pučka stranka je bila politička stranka nastala 1924. rascjepom u Bunjevačko-šokačkoj stranci, stranci bačkih Hrvata.
Stranački ciljevi su bili: autonomiju Vojvodine radi obrane njezinih ekonomskih interesa, pravednija agrarna reforma koju bi se sprovelo tako da se zemlja dodijeli domaćoj sirotinji i 
obrana vjerskih prava katolika.

## Povijest
Nakon što su neslaganja u B-Š stranci dosegla vrhunac, jedno od najvećih imena u toj stranci, Blaško Rajić je otišao iz te stranke i osnovao svoju stranku.
Rajićeva frakcija u B-Š stranci je htjela da B-Š stranka postane pučka stranka koja će postati stranka koja će voditi sve vojvođanske katolike, ne uzimajući u obzir kritiku iz protivničkog tabora koji je skretao pozornost na to da ostali katolički narodi u Vojvodini, posebice oni najbrojniji, Mađari i Nijemci, imaju svoje nacionalne stranke kojih se vjerno drže.
Dana 28. studenog 1924. je Rajić objavio da je osnovao Vojvođansku pučku stranku. Rascjep u B-Š stranci se proširio iz Subotice i u sva naselja gdje je B-Š stranka imala podružnice, tako da je VPS dobila članstvo i u tim selima i gradovima.
Rajić je ostao pri stavovima koje je imao dok je bio u B-Š stranci te je radi skupljanja svih katoličkih glasova u Vojvodini isticao vojvođansko umjesto hrvatskog u imenu stranke, a i sama stranka nije izričito isticala hrvatstvo Bunjevaca i Šokaca. Ipak, bivajući svjesnom da drugi narodi imaju svoje stranke, ponajviše je računala na glasove bunjevačkih i šokačkih Hrvata, što se dalo vidjeti iz imena stranačkog lista, Hrvatskih novina.
BŠS i VPS su kratko vrijeme usporedno postojale, i to vrijeme su protratile u međusobnim neprijateljskim odnosima i napadanjima, pri čemu je B-Š stranku optuživala da vrijeđa katolištvo, a ovi su uzvraćali da se VPS okrenula od hrvatstva u nekakvo anacionalno vojvođanstvo. VPS je također napadala Radićev HSS kojeg je smatrala liberalističkim i boljševičkim. Šteta po obje frakcije nekad jedinstvene B-Š stranke se ubrzo očitovala i na parlamentarnim izborima 1925., gdje su te dvije stranke odvojeno nastupile, VPS samostalno, a B-Š stranka u koalicijama. VPS-ove izborne krilatice su bile: "Vojvodina Vojvođanima!", "Vojvođanska zemlja vojvođanskoj sirotinji!", "Katolici na okup!".
Ni jedna nije ušla u Parlament. Izbori su pokazali da je većina bunjevačkih i šokačkih Hrvata ostala odana Bunjevačko-šokačkoj stranci. U svojoj najjačoj bazi, Subotici, VPS je dobio upola manje od B-Š stranke, a njih dvije zajedno nisu dobile niti polovinu svojih rezultata s prijašnjih izbora.
Nesloga je išla dotle da su te dvije stranke nešto kasnije iste godine odvojeno u Subotici održale manifestaciju 1000-te obljetnice stvaranja Hrvatskog Kraljevstva, dva tjedna nakon druge.
Sve to skupa je dovelo da je dio članstva Vojvođanske pučke stranke se vratio matičnoj Bunjevačko-šokačkoj stranci.

## Poznati članovi
- Blaško Rajić